# 名園
名園（英語：Ming Yuen）位於香港島，原屬墳場，在中華民國初期由商人修建成遊樂場。電車直接駛至其位於英皇道的正門，其範圍界乎明園西街及錦屏街之間，南部止於山麓，面積廣達1.9公頃，約等於兩個標準足球場。直至20世紀60年代初期，北角明園臺附近尚殘存名園的一道石拱橋。名園在1918年6月17日（農曆戊午馬年五月初九）星期一，名園開始對外營業。1928年1月13日星期五，由陳倫先生以港幣110,500元投得易主，惟在同年7月15日星期日，宣告停業。1929年4月25日星期四，再度啟業，提供滾軸溜冰場、跳舞場、單車場、粵劇場、兒童運動場、百鳥巢、唱書臺、九曲橋、韆鞦、旋轉木馬、無線電播音臺、燈謎、乒乓球、足球、排球、羽毛球 ，入場費仍維持港幣2角。1929年，上海聯華影業公司以月租港幣250元租賃作其香港分廠的製片場，拍攝粵語片。1930年暑期，轉由「及時公司」經營，加入八陣圖（迷宮）、清暑殿（裝置電風扇的房間）、南北幻術（魔術表演）、談情室（情侶廂座），並免收入場費。
名園於1930年代結業，地段於戰後出售作發展住宅大廈，現址為新都城大廈、百福大樓、鴻福大樓、幸福大樓及明園大廈各期。

## 建築
- 三扇門樓：
  - 第一扇門樓，由何元幹先生編撰對聯：「名流印雪；園席襟風。」
  - 第二扇門樓，由陳雪翹先生撰寫對聯；胡鼎銘先生題字：「名士自風流，記曾品竹評絲，留得雪泥新爪印；園林喜無恙，借此看花飲酒，消磨滄海舊啼痕。」
  - 第三扇門樓，由曾作官先生撰寫對聯；李準先生題字：「清泉白石為友；古樹瘦竹同居。」
- 『名園』的右方仍是粵劇戲棚，由全男班粵劇團演出。旁邊有座『觀音巖』，供奉一尊「觀音坐蓮」雕像。
- 『名園』以竹籬笆分成三個區域，由一條中央小徑貫穿。
  - 第一區：
    - 以供奉一尊「姆母」雕像的六角涼亭為中心，其對聯由沈德謙先生撰寫：「不為高梁而遠市；因躺泉石半依山。」此區設有「唱說部」，其門聯由陳運生先生撰寫：「名利不關心，祇可歌艷曲，調弦琴，作諸般遊戲；園林堪駐足，何妨酌瓊酥，烹玉乳，消半日清閒。」仍供遊客飲茶或酒；吃餅、下棋、打牌九；並有現場樂隊伴奏，演唱粵曲的地方。

  - 第二區：
    - 以「書畫廳」為中心，其門聯由潘翱先生撰寫：「半生來靠牘勞形，幸茲小築軒窗，且學偷一時閒，退一步想；數朋輩蓬苑促膝，願君縱談今古，何妨喫幾杯酒，吟幾聯詩。」遊客在此飲酒、吟詩作對、畫水墨畫；猜燈謎，獎品有練習簿或毛筆。「書畫廳」左方有「百鳥巢」，展出小動物，包括龜、兔、鸚鵡及黃鸝等。「書畫廳」右方有一座布滿石景的高亭，鄰近九曲橋及池塘，遊客在此打韆鞦、玩璇轉木馬。

  - 第三區：
    - 此處屬『名園』的最高點，設有室外電影院及戶外舞廳。
- 『名園』大門外是臨海游泳棚。